# Malawi nos Jogos Olímpicos de Verão de 1972
Malawi competiu nos Jogos Olímpicos pela primeira vez nos Jogos Olímpicos de Verão de 1972 em Munique, Alemanha Ocidental.

## Resultados por Evento

### Atletismo
100 m masculino
- Mustaff Matola
  - Primeira Eliminatória — 11.31s (→ não avançou, 48º lugar)

800 m masculino
- Harry Nkopeka
  - Eliminatórias — 1:57.7 (→ não avançou, 55º lugar)

1.500 m masculino
- Harry Nkopeka
  - Eliminatórias — 4:00.9 (→ não avançou, 61º lugar)

Salto em altura masculino
- Daniel Mkandawire
  - Classificatória — 1,90 m (→ não avançou, 38º lugar de 43)

### Ciclismo
Estrada Individual masculino
- Grimon Langson — não terminou (→ sem classificação)
- Raphael Kazembe — não terminou (→ sem classificação)